# دوران مشترک
۲۰ اردیبهشت ۱۴۰۴ خورشیدی
۱۰ مه ۲۰۲۵ میلادی
دوران مشترک (د.م)  یا عصر حاضر  (به انگلیسی: Common Era (CE)) و پیش از دوران مشترک (پ.د.م) یا پیش از عصر حاضر (به انگلیسی: Before the Common Era (BCE))، گاه‌شماری سکولار است که به عنوان جایگزین برای گاه‌شماری میلادی استفاده می‌شود. این گاه‌شماری مبدأ یکسانی با گاه‌شمار میلادی دارد؛ بنابراین سال ۲۰۱۰ دوران مشترک معادل سال ۲۰۱۰ میلادی است و سال ۲۰۱۰ پیش از عصر حاضر برابر سال ۲۰۱۰ پیش از میلاد.
اصطلاح «دوران مشترک» حداقل از سال ۱۷۰۸ در زبان انگلیسی استفاده شده‌است. این اصطلاح ابتدا از اواسط قرن ۱۹ توسط دانشگاهیان یهودی معرفی شد و از اواخر قرن ۲۰ به عنوان گاه‌شماری سکولار در نوشته‌های دانشگاهی و علمی کاربرد گسترده یافت.

## ماه‌های گاه‌شماری دوران مشترک
سال در گاه‌شماری دوران مشترک ۱۲ ماه دارد. نام‌های رایج در فارسی ایران از فرانسوی، نام‌های رایج در فارسی افغانستان از انگلیسی و نام‌های رایج در فارسی تاجیکستان از روسی هستند.
| ترتیب | فارسی ایران | فارسی افغانستان | فارسی تاجیکستان            | شمار روز |
| ----- | ----------- | --------------- | -------------------------- | -------- |
| ۱     | ژانویه      | جَنیوری          | январ یَنوَر                 | ۳۱       |
| ۲     | فوریه       | فِبریوری         | феврал فِوْرَل                | ۲۸ یا ۲۹ |
| ۳     | مارس        | مارچ            | март مَرت                   | ۳۱       |
| ۴     | آوریل       | آوریل           | апрел اَپریل (با یای مجهول) | ۳۰       |
| ۵     | مه          | مِی              | май مَی                     | ۳۱       |
| ۶     | ژوئن        | جون             | июн اییُن                   | ۳۰       |
| ۷     | ژوئیه       | جولای           | июл اییُل                   | ۳۱       |
| ۸     | اوت         | آگِست            | август اَوْگُست               | ۳۱       |
| ۹     | سپتامبر     | سِپتِمبر          | сентябр سِنتْیَبر             | ۳۰       |
| ۱۰    | اکتبر       | آکتُبر           | октябр اُکتیَبر              | ۳۱       |
| ۱۱    | نوامبر      | نووِمبر          | ноябр نُیَبر                 | ۳۰       |
| ۱۲    | دسامبر      | دیسِمبر          | декабр دِکَبر                | ۳۱       |

## چند گاه‌شماری مشهور جهان
- گاه‌شماری هجری خورشیدی
- گاه‌شماری هجری قمری
- گاه‌شماری چینی
- گاه‌شماری یولیانی